# 大間函館航路
大間函館航路（おおまはこだてこうろ）とは、本州と北海道を結ぶ船舶による定期航路のうち下北半島（主要港として大間港）と亀田半島（主要港として函館港）の間に設けられた航路の名称である。主要港名から大函航路（だいかんこうろ）とも呼ぶ。

## 概要
本州と北海道を結ぶ航路の一つで下北半島（青森県大間町など）と亀田半島（北海道函館市）を結んでいる。江戸幕府は1803年（享和3年）に佐井（佐井湊、佐井村大字佐井字大佐井） - 箱館間を津軽海峡間の主要航路に指定（ただし冬季は荒浪のため三厩 - 松前を利用した）、1894年（明治27年）頃に函館区長の常野正義が野辺地より大間まで鉄道を建設し、大間と函館を貨客船にて結び、上野駅 - 函館間の所要時間短縮を提唱した（下北鉄道構想）。

### 大正末期から昭和初期の動き

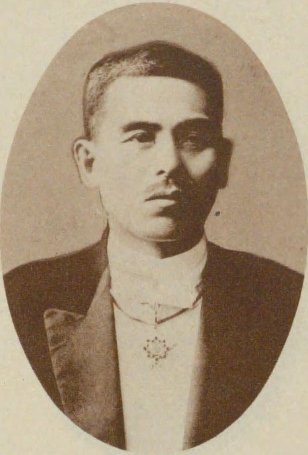
函館市の商権拡大政策を推進した当時の市長「佐藤孝三郎」

1928年（昭和3年）大間鉄道が同航路も視野に入れて田名部-大間間の鉄道免許を申請、翌1929年（昭和4年）までに取得することができたものの昭和恐慌により（1930年（昭和5年）から1931年（昭和6年））により着工ができなかった。
函館市長佐藤孝三郎による商権拡大政策により1929年（昭和4年）6月3日、函館市補助航路として開設された。橋谷常吉（函館）と新田回漕店（大間）によるもの。しかし戦前に廃止される。

### 戦後
戦後は時期不明であるが青森商船が佐井 - 大間：- 函館間を貨客船で運航再開、1964年（昭和39年）6月に道南海運が日本初の外洋フェリー航路を開設した。以降、フェリー航路のみ東日本フェリー（ツタイグループ、リベラグループ）、道南自動車フェリーを経て津軽海峡フェリーが運航している。
津軽海峡内は西から東へ流れる津軽暖流が存在する難所である。青森側より竜飛、中の汐、白神の3つの潮流に分かれており、航路はこれらを横断する。

## 歴史
0
- 1803年（享和3年）：江戸幕府が佐井 - 箱館間を津軽海峡間の主要航路に指定した

明治維新
- 1894年（明治27年）頃：函館区長の常野正義が下北鉄道構想の一環として青函航路の短縮目的で同航路開設を提唱
- 1924年（大正13年）：函館市に市長として佐藤孝三郎が赴任。市費による航路新設を提案
- 1925年（大正14年)7月：佐井村、奥戸村、大畑村、大間村の行政関係者と実業家が函館市に市費による航路開設を要望
- 1926年（大正14年)3月：函館市会が「青森県下沿岸航路補助ノ件」を可決
- 1929年（昭和4年）6月：函館市補助航路として開設
- 1931年（昭和6年）時点：函館市補助航路函館・下北甲線（大間・下風呂・大畑等）と同航路函館・下北乙線（大間・佐井等）の2つのルートを運航していた

日中戦争勃発（1937年7月7日）
- 1937年（昭和12年）12月：青森県の斡旋を受けて東北商船、奥佐運輸、駒谷舶部、下北運輸が合併。青森商船が設立される

太平洋戦争後
- 1964年（昭和39年）6月：道南海運が日本初の外洋フェリー航路として再開。大函丸（たいかんまる、初代）就航
- 1965年（昭和40年）
  - 6月15日：新たに設立された東日本フェリー（初代、ツタイグループ）へ譲渡される
  - 7月23日：第二大函丸就航

- 1967年（昭和42年）5月1日：青森商船の佐井・大間・函館間(第二八千代丸) が東日本フェリー（初代、ツタイグループ）に譲渡される
- 1969年（昭和44年）：青森県が接続道路建設で鉄道未成線の国鉄大間線の用地を購入（のちの国道279号の一部）
- 1971年（昭和46年）：第二大函丸を東日本海フェリー（現ハートランドフェリー）に売却
- 1972年（昭和47年）：大函丸 (初代) 引退
- 1988年（昭和63年）：ばあゆ就航
- 2005年（平成17年）：東日本フェリー（初代）、リベラに運航権譲渡
- 2007年（平成19年）：リベラ、東日本フェリー（二代）に運航権譲渡
- 2008年（平成20年）12月：航路廃止。改めて航路新設
- 2009年（平成21年）
  - 1月：道南自動車フェリーによる暫定運航開始
  - 3月：道南自動車フェリー、津軽海峡フェリーに社名変更

- 2013年（平成25年）
  - 4月8日：ばあゆ引退
  - 4月18日：大函丸（二代）就航

## 就航船

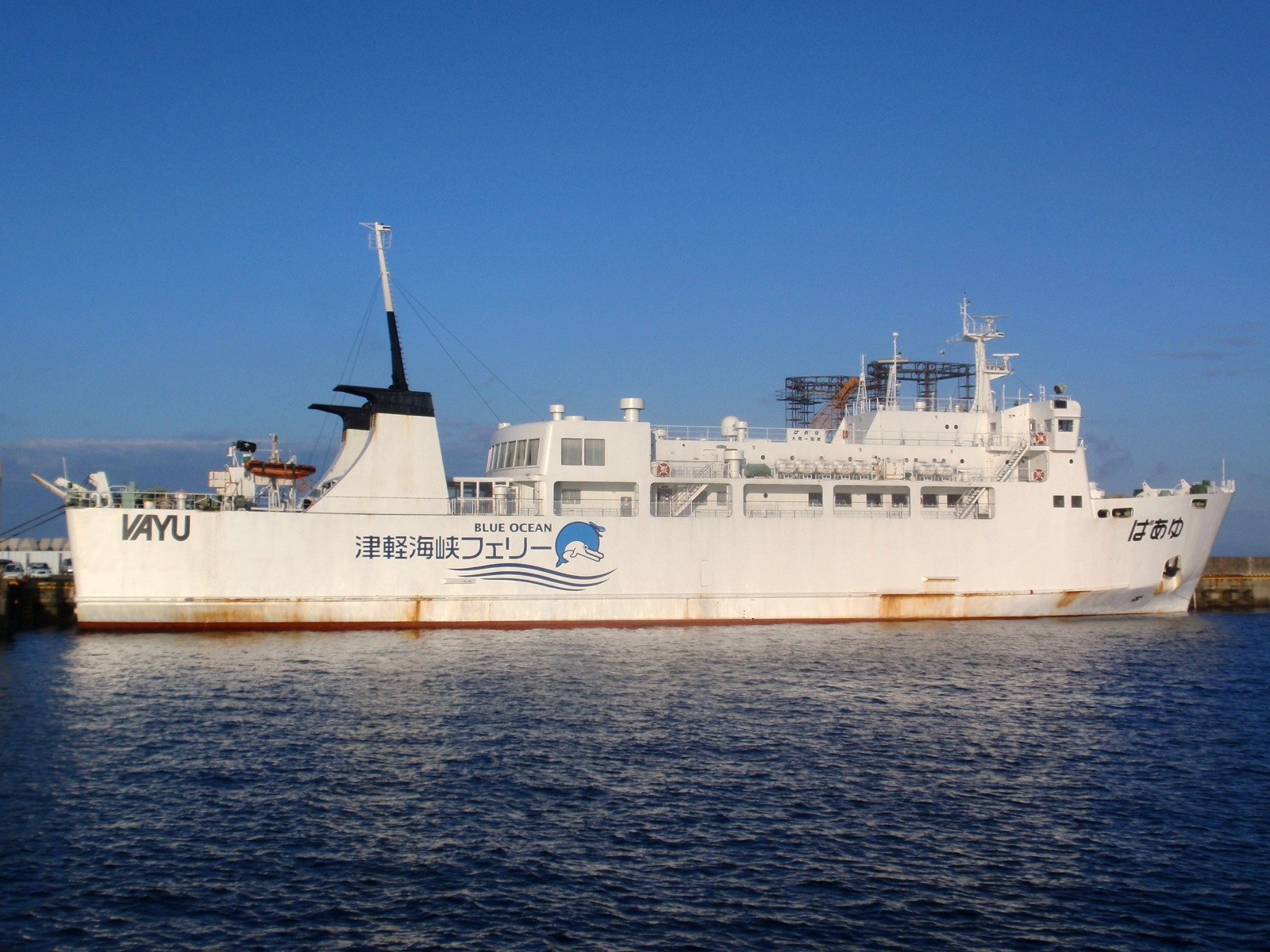
ばあゆ

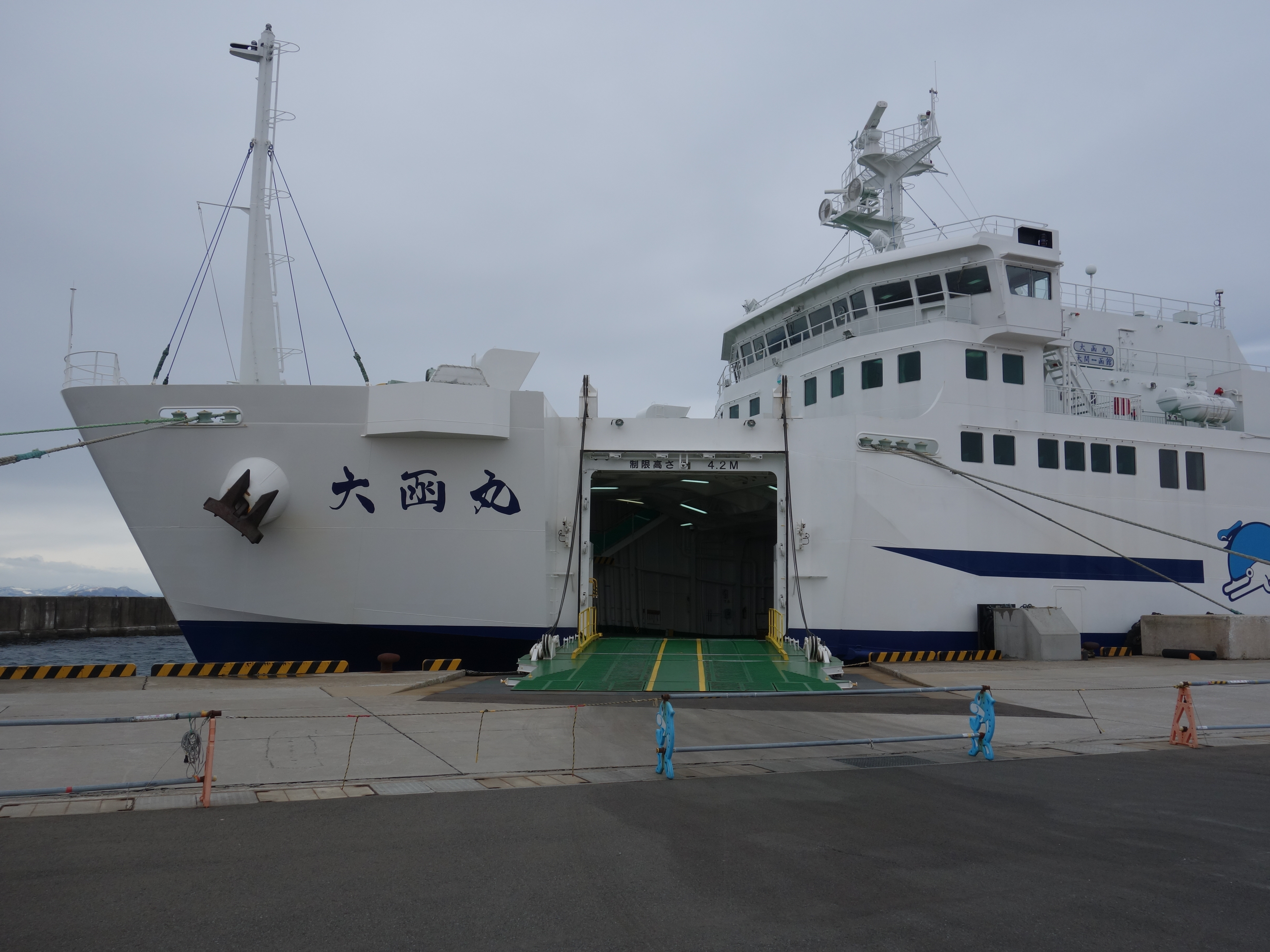
大函丸 (2代)

### フェリーボート
- 大函丸 (初代) - 1964年就航、1972年引退
- 第二大函丸 - 1965年就航、1971年東日本海フェリー（現ハートランドフェリー）に売却、1972年5月より奥尻航路に就航
- 第三大函丸 - 1968年就航[15]。
- 第五大函丸 - 1969年就航[16]。
- 第六大函丸 - 1970年就航[17]。
- 第七大函丸 - 1971年就航[17]。
- ばあゆ - 1988年就航。2013年4月引退。売却後、6月からSMS MULAWARMANとしてインドネシアで運航。
- 大函丸 (2代) - 大間町所有津軽海峡フェリー運航のフェリーボートで2013年4月就航。

### 貨客船
- 第二八千代丸 - 青森商船の佐井・大間・函館間に就航。1967年（昭和42年）5月1日東日本フェリー（初代、ツタイグループ）に譲渡された[18]。1973年（昭和48年）6月売却[19]。